# Michèle Gurdal (Pianistin)
Michèle Gurdal ist eine belgische Pianistin.

## Leben
Michèle Yuki Gurdal wurde als Tochter eines belgischen Piloten und Musikliebhabers und einer japanischen Künstlerin in der Nähe von Brüssel geboren. Im Alter von sechs Jahren begann sie mit dem Klavierspielen, ihr Debüt hatte sie als Neunjährige mit  Joseph Haydns D-Dur-Konzert im belgischen Fernsehen mit dem  Belgischen Kammerorchester.
Acht Jahre später schloss sie ihr Studium am Conservatoire Royal de Bruxelles in den Fächern Klavier, Kammermusik und Musikgeschichte mit dem Diplom de Premier Prix ab. Sie studierte bei Karl-Heinz Kämmerling (Hannover), der ihr Stilsicherheit und Achtung vor dem Urtext eines Werks vermittelte, bei Homero Francesch (Zürich), dessen Präzision und Eleganz sie prägten, und bei Anatol Ugorski (Detmold), der ihr Verständnis für die Untrennbarkeit von geistiger Durchdringung und emotionaler Empfindung in der Musik verfeinert hat.
2005 wurde Michèle Gurdal Stipendiatin der International Piano Academy Lake Como. Hier arbeitet sie nach wie vor mit Dmitri Bashkirov, Leon Fleisher, Menahem Pressler, Fou Tsong, William-Grant Naboré, Andreas Staier, John Perry und Claude Frank. Außerdem bekam sie ein Stipendium der Stiftung Wilhelm Kempff, um – gemeinsam mit John O’Conor – das Werk Ludwig van Beethovens  zu studieren.

## Repertoire
Mit 9 Jahren spielte Michèle Gurdal im belgischen Fernsehen RTBF gemeinsam mit dem „Orchestre de chambre de Wallonie“ das Klavierkonzert G-Dur von Joseph Haydn. Als Zehnjährige führte sie im französischen Fernsehen (FR3) das Impromptu Opus 90 Nr. 4 von Franz Schubert auf. Mit dem „Orchestre National de Belgique“ spielte sie im Alter von 12 Jahren das Klavierkonzert KV-466 von W.A. Mozart. Während ihrer Zeit an der „International Piano Academy Lake Como“ spielte sie die Fantasiestücke Opus 12 von Robert Schumann im Italienischen Fernsehen RAI 3.

## Aufnahmen
- 2010: Préludes, Chopin und Scriabin im Vergleich – CD – VÖ: 15. Februar 2010
- 2014: Schumann, Romances – CD – VÖ: 14. Februar 2014
- 2014: Alexander Scriabin, Extase. Études for piano – CD – VÖ: 25. April 2014